# 葵涌

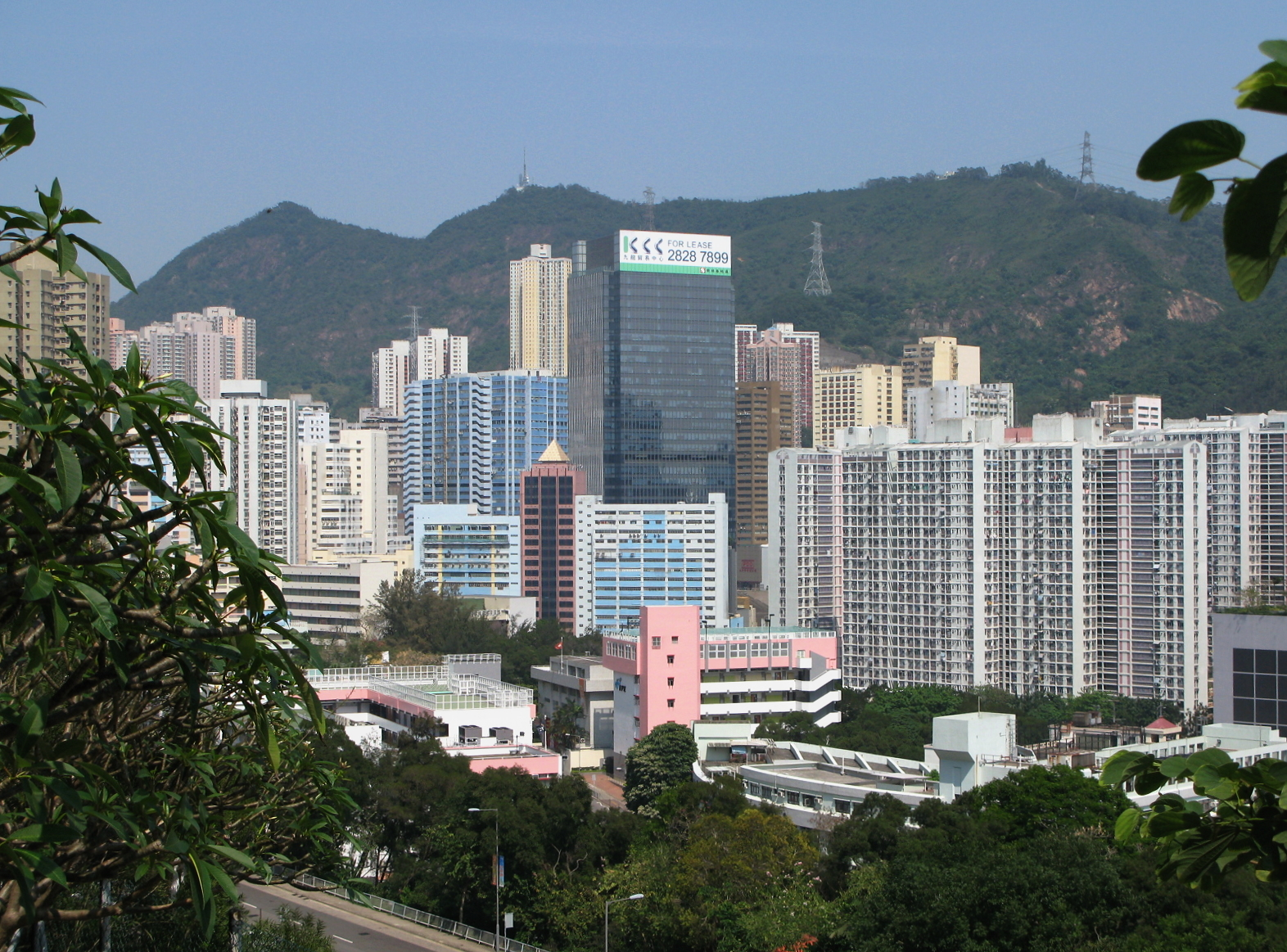
葵涌一帶的樓宇

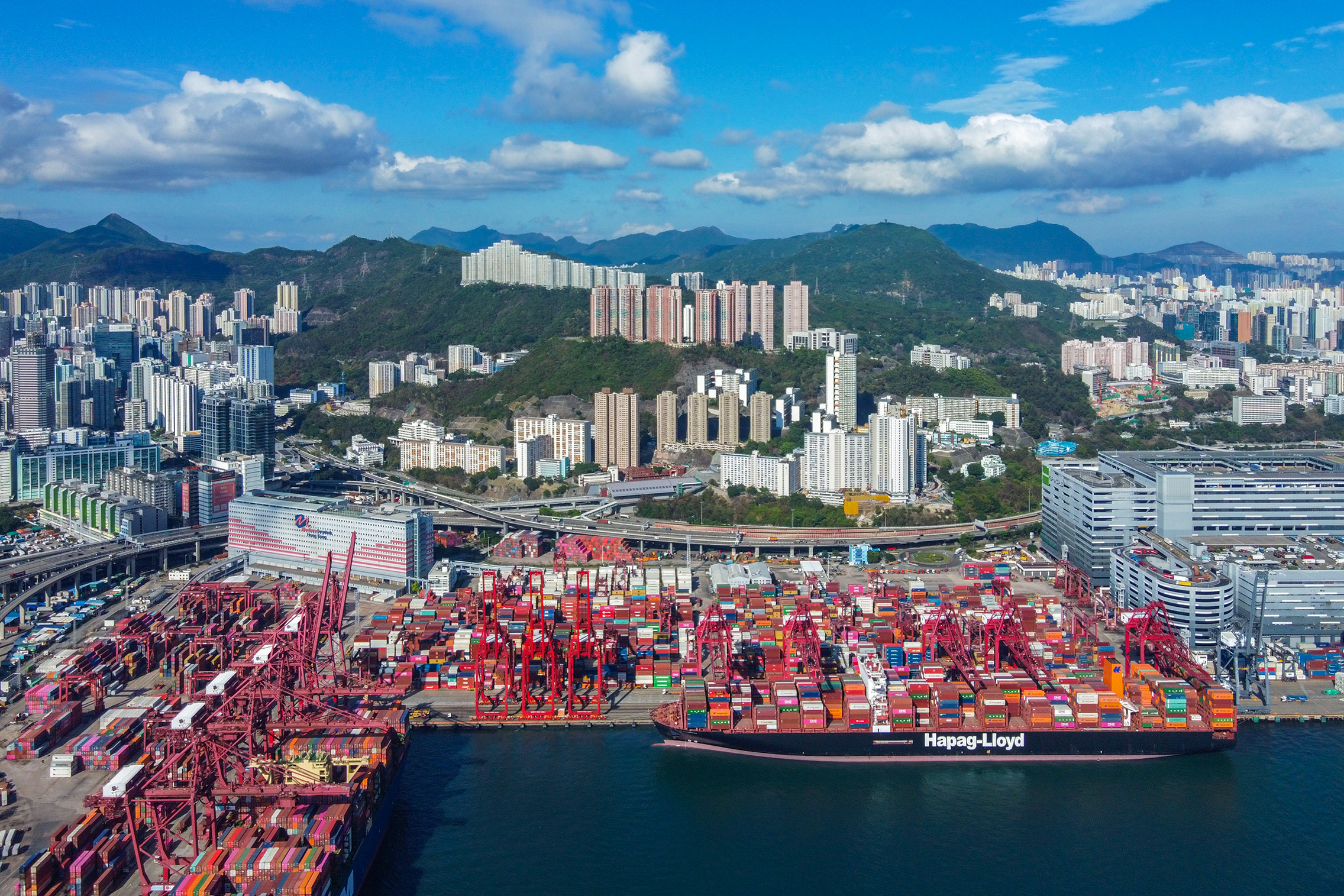
荔景邨、荔景站及賢麗苑的前方為葵涌貨櫃碼頭

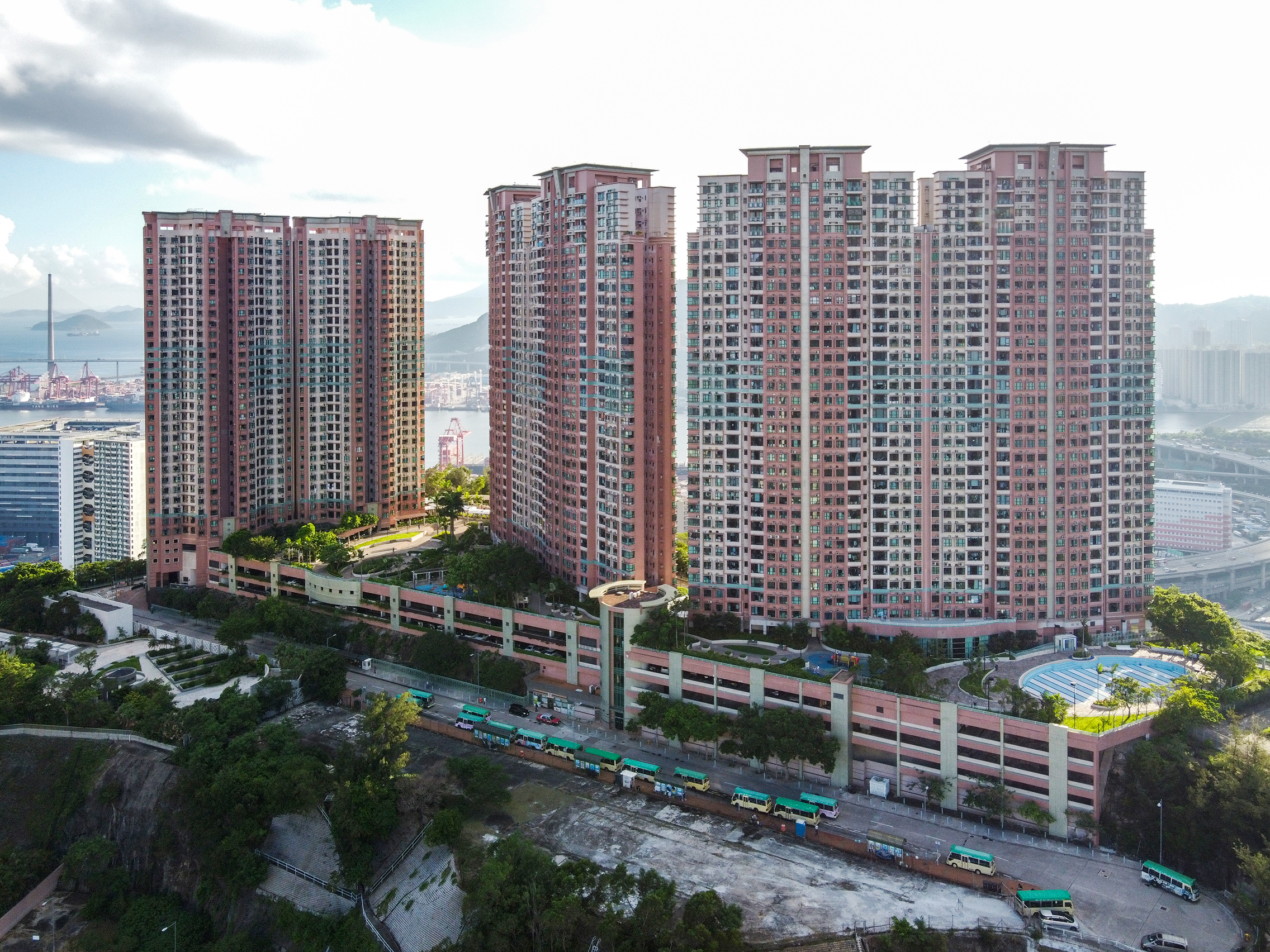
位於葵涌荔崗街11號、建於荔景山頂的浩景臺共有六座，以數字排列 (即1-6座)，是香港多個夾心階層住屋屋苑其中之一。

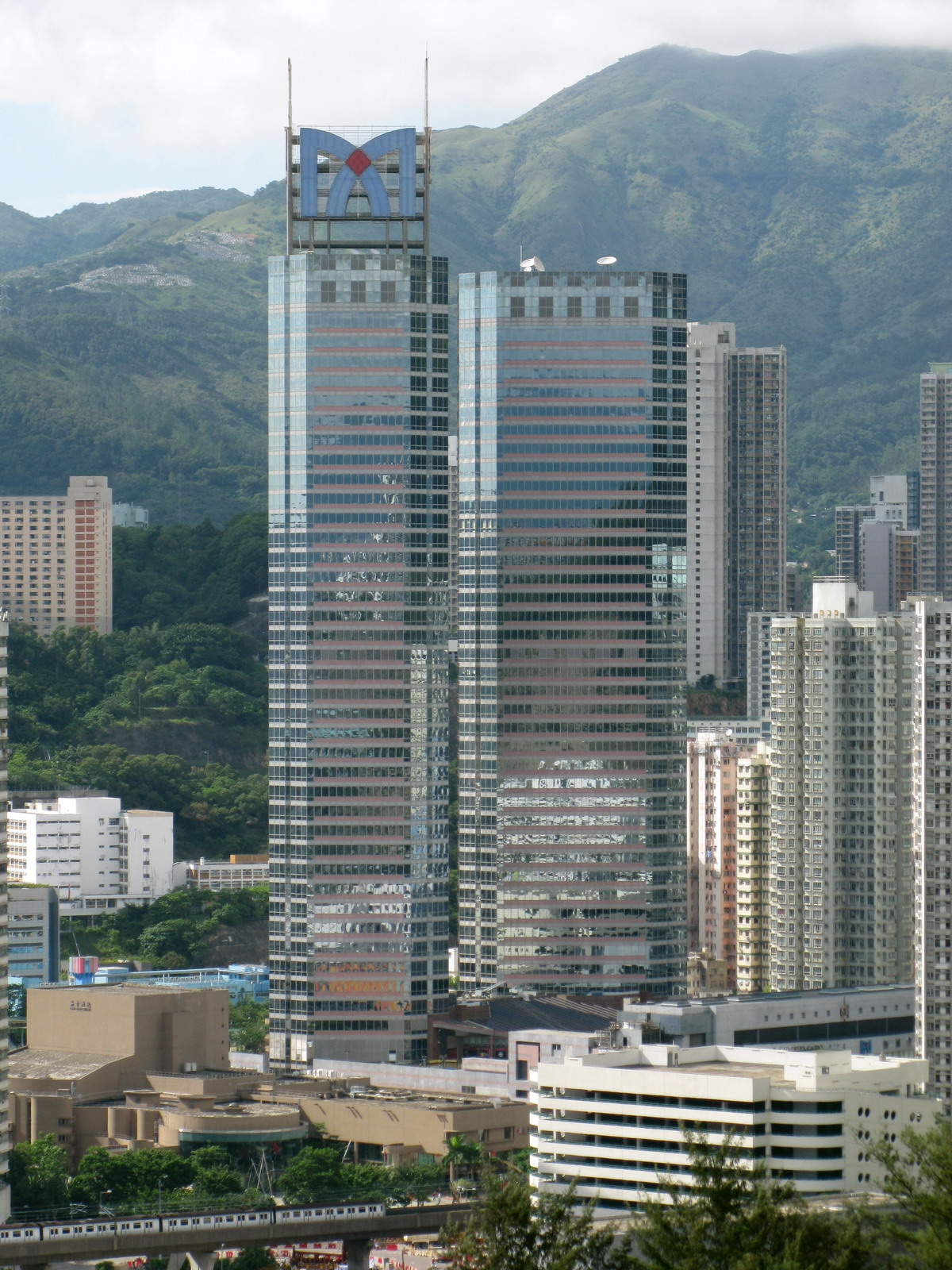
位於葵涌興芳路223號的新都會廣場共有兩期，鄰近葵芳港鐵站，多條巴士及小巴路綫亦經過新都會廣場。

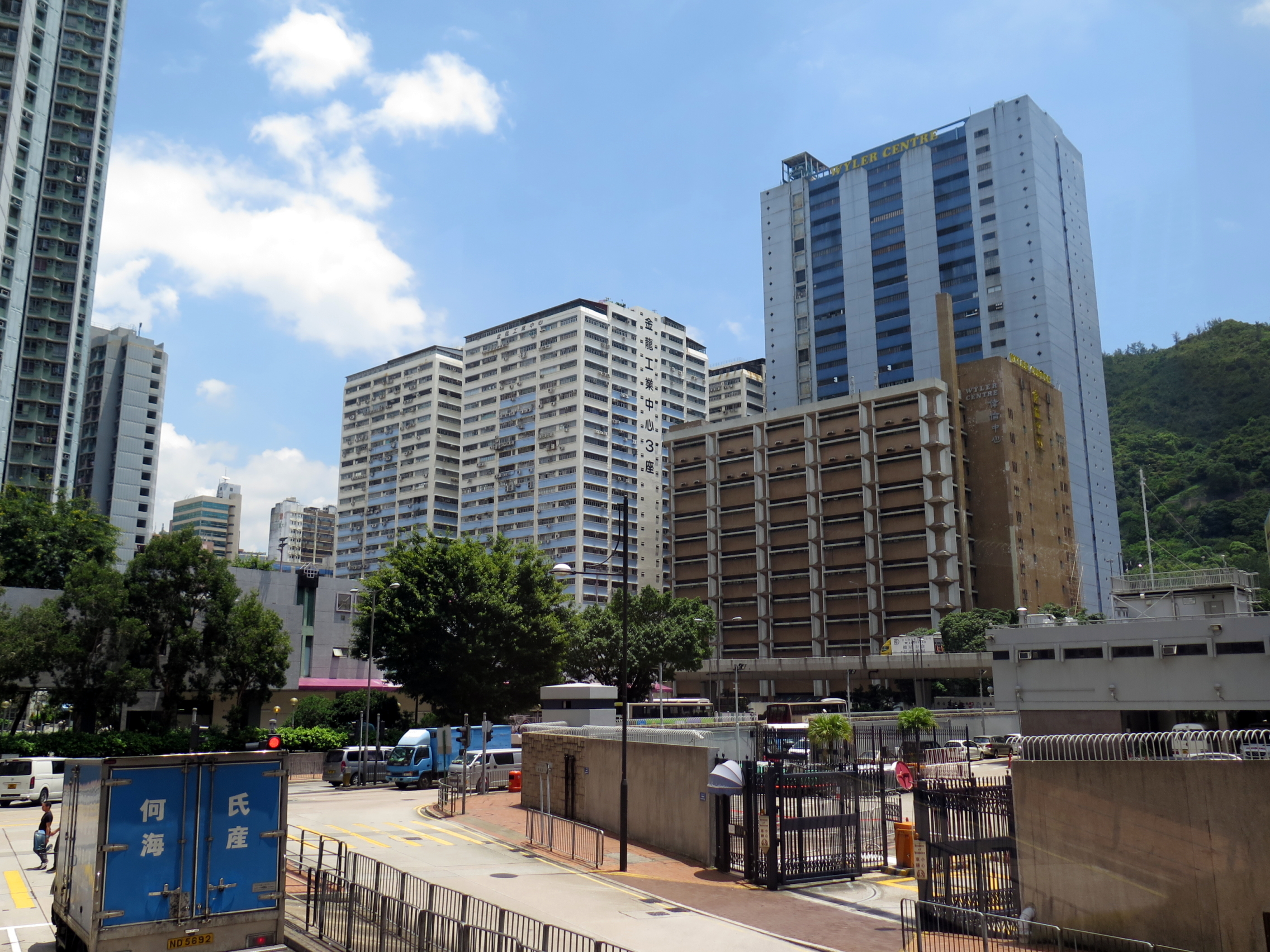
葵涌一帶興建有不少工業大廈

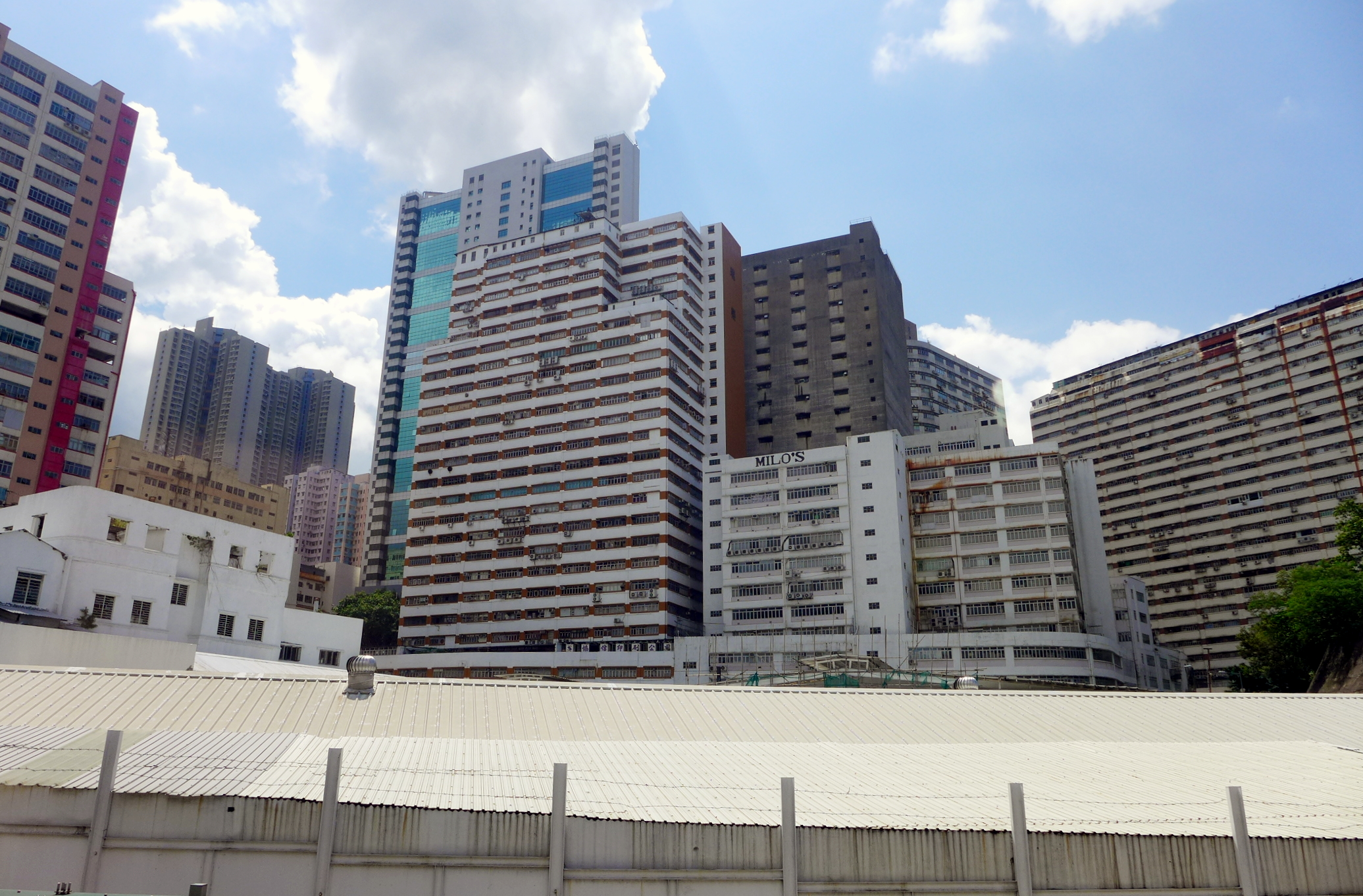
中葵涌一帶的工業大廈

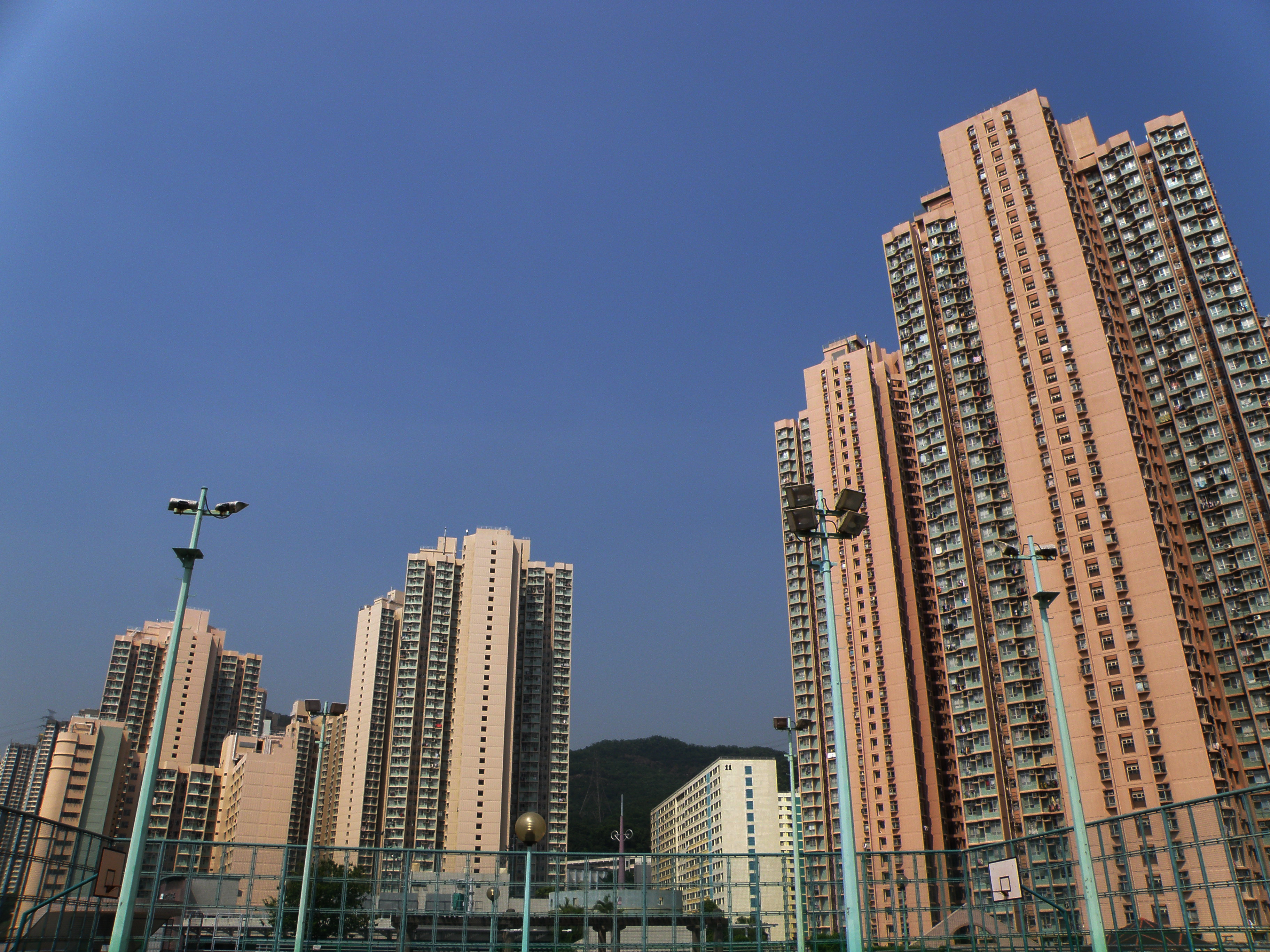
石籬 (二) 邨

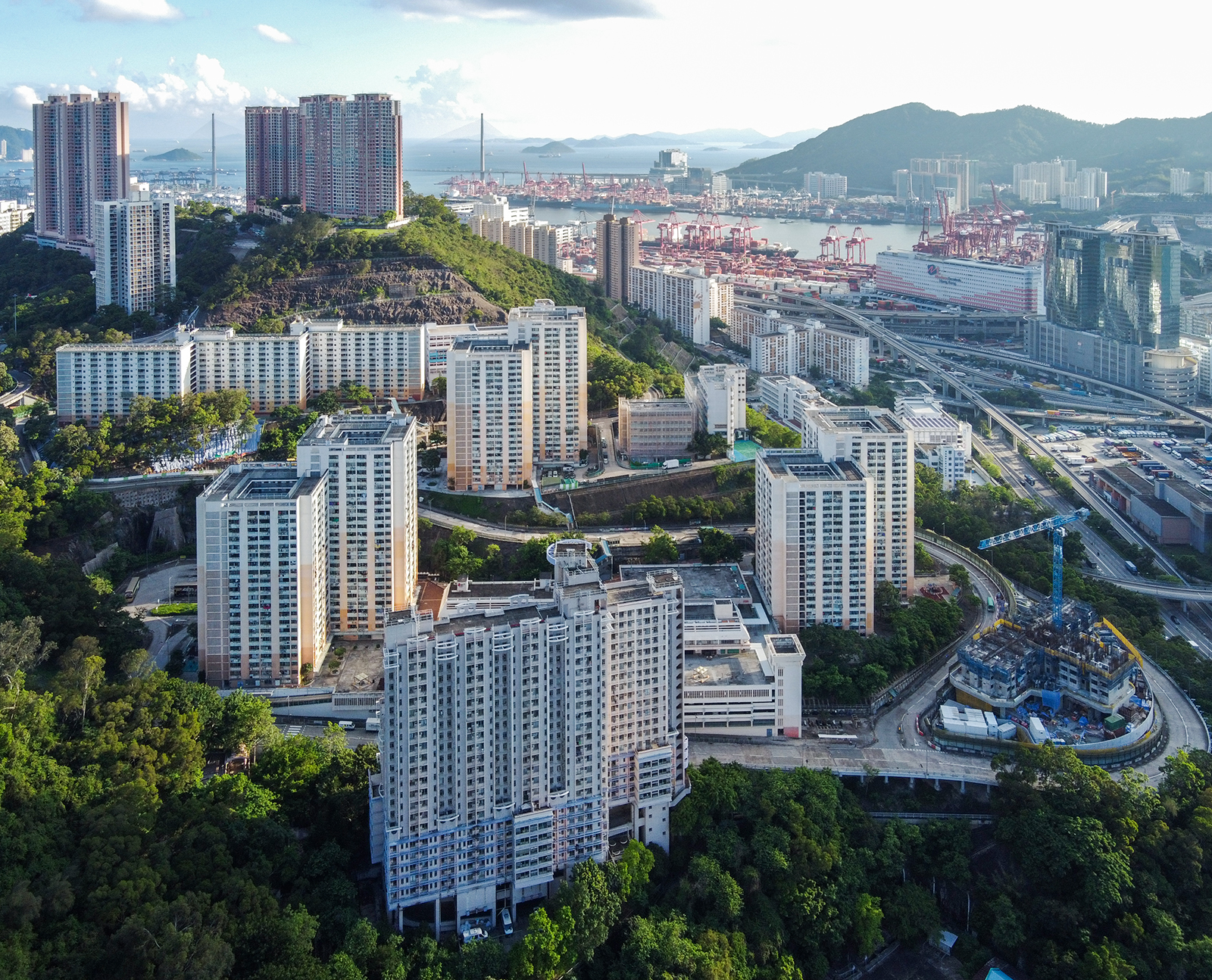
麗瑤邨

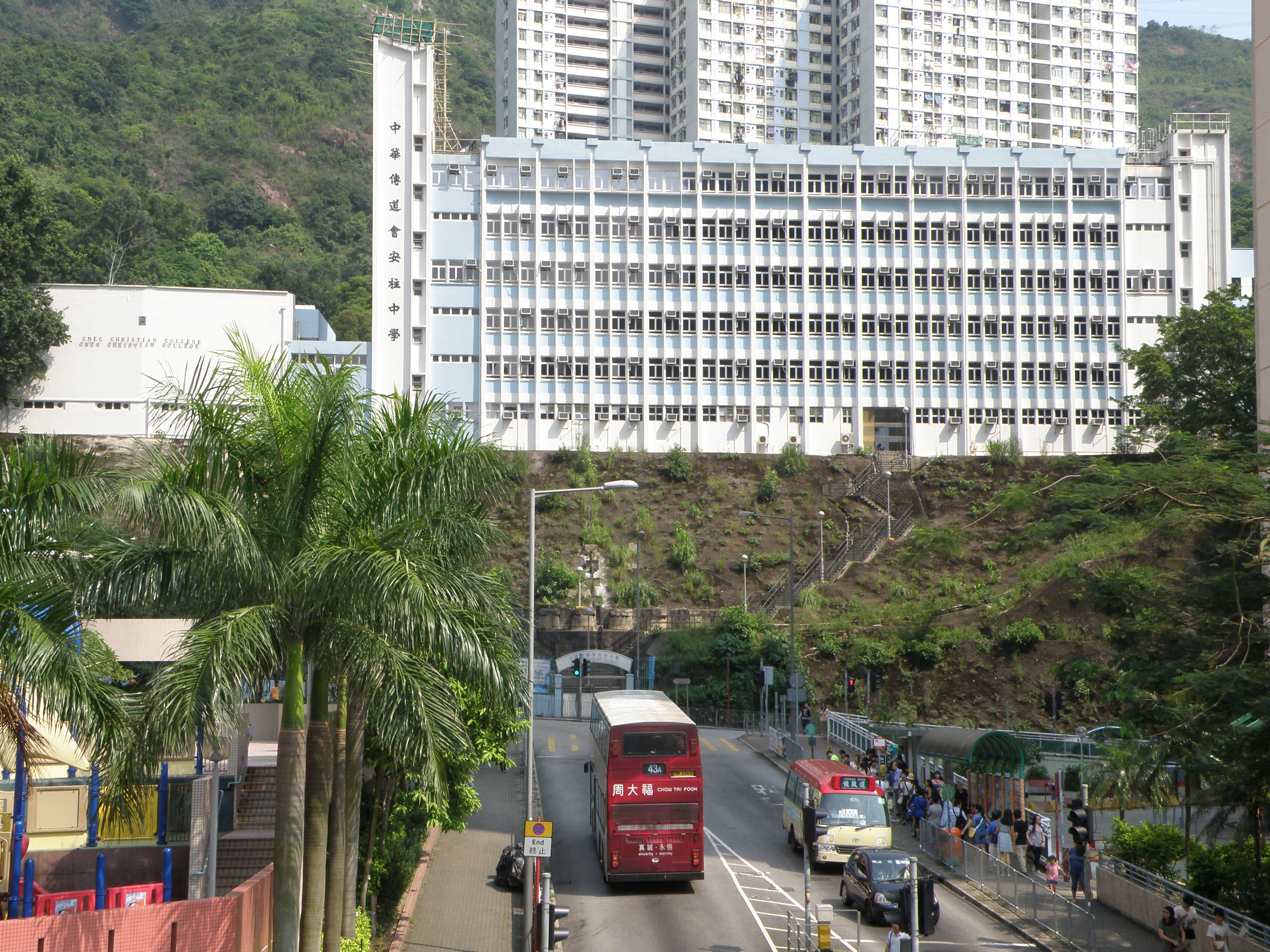
中華傳道會安柱中學

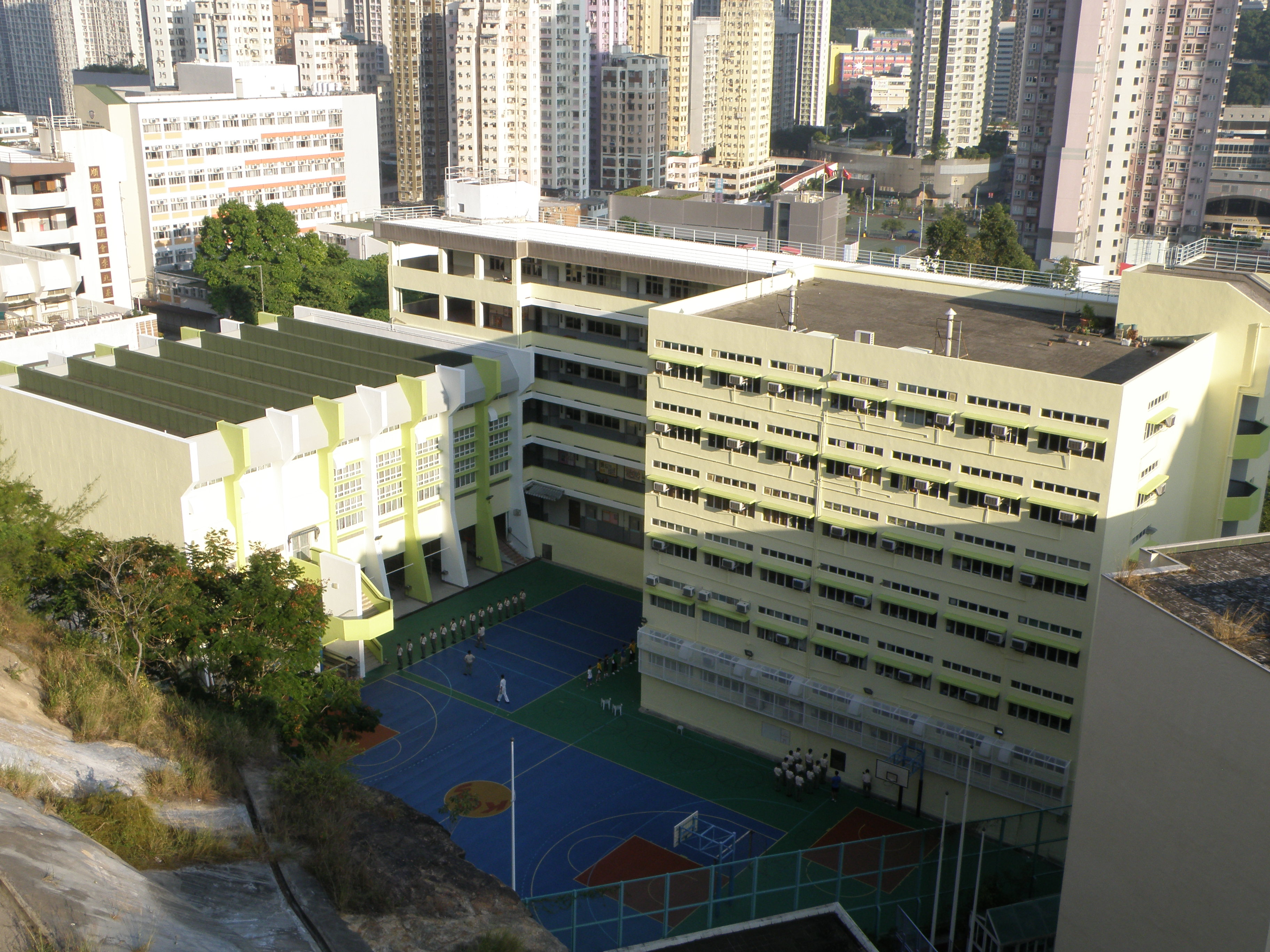
樂善堂顧超文中學

葵位於香港新界西南，是荃灣新市鎮的一部份，屬規劃署定義的都會區（香港市區）範圍之內。在香港行政區劃中，曾經為荃灣區，葵涌後來與青衣島一同分拆，組成葵青區。葵涌可以再細分為上葵涌、中葵涌及下葵涌，住宅主要集中在上葵涌及下葵涌，較多大型的公共房屋及私人住宅，人口比較稠密，而工貿區則主要集中在中葵涌一帶。
葵涌一直是香港的工商業重鎮，其中葵涌貨櫃碼頭曾經為全球吞吐量的貨櫃碼頭，有大量公司在此設立辦事處，同時亦有不少公共屋邨及居屋。

## 歷史

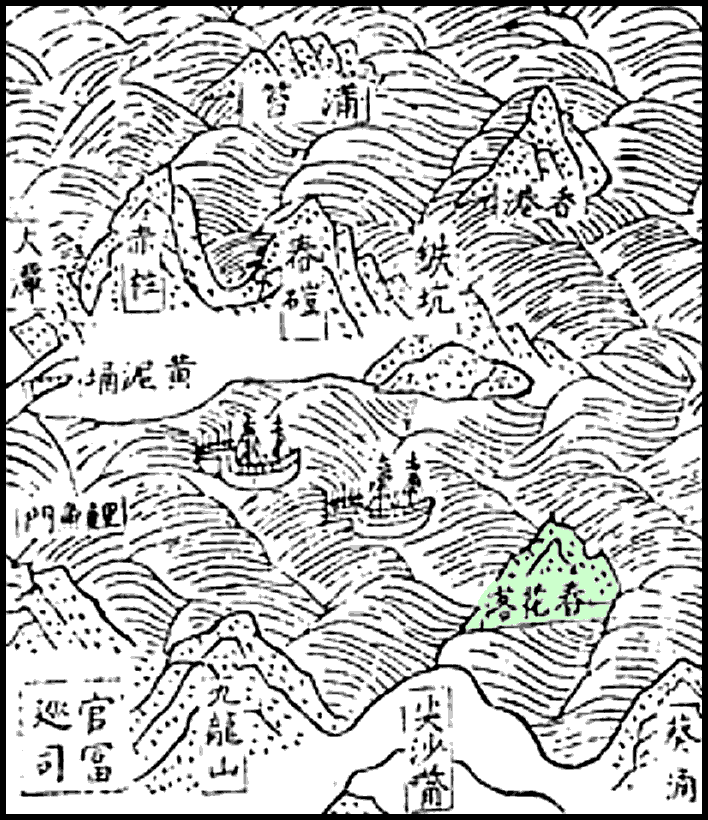
《粵大記》中「葵涌」的記載。

葵涌的歷史最少可以追溯到明朝時設立的「葵涌海澳」，其東面為官富巡檢司，西面則為屯門海澳。正德年間，正值歐洲大航海時代，往東方發展的葡萄牙王國在屯門地區建立葡属屯門殖民地，亦曾滋擾「葵涌海澳」一帶，直至屯門海戰被明軍擊退為止。
葵涌的原居民村落以客家人為主，清代嘉慶年間王崇熙所編的《新安縣志·都里》中的「官富司管轄村莊」記載有「葵涌子」（葵涌）、「淺灣」（荃灣）、「青衣」及「長沙灣」等。至1898年，葵涌一帶隨新界被租借給英國成為香港殖民地的一部份。
葵涌於1960年代前甚少發展，直到荃灣衛星城市逐漸開發，住宅群擴展至葵涌一帶。加上政府亦於1970年代初興建葵涌貨櫃碼頭，使葵涌得以發展迅速。本來屬於荃灣區一部份的葵涌，亦於1985年聯同青衣島分拆出葵青區，而城門隧道則成為往來新界東之主要幹道。
自從1990年代起，前香港政府開始興建赤鱲角新機場。作為新機場配套基建之一的青嶼幹線，途經葵涌、青衣一帶，改變葵青區面貌。人口結構方面，大批自1960年代至1970年代遷入的市民續漸老化，出現人口老化問題。

## 人口結構
香港1970年代工業發展蓬勃，吸引不少來自巴基斯坦、印度及尼泊爾的單身男子來港打工，寄錢回鄉養家。由於葵涌鄰近貨櫃碼頭，並有不少船務工場，加上工廠區內紗廠及其他工業，從而為他們提供了大量工作機會。部份南亞人為節省交通費，加上附近租金便宜，他們會合租一個單位，在葵涌與石籬交界的屏麗徑一帶聚居，慢慢形成一個社群。到現時已經是家庭的第二代，土生土長的香港人。
據2011年人口普查，葵青區住了逾二千名巴基斯坦居民，是全港第三高，僅次於油尖旺及元朗區。

## 商業中心
葵涌由於原來屬於荃灣區，亦是荃灣新市鎮的一部份，本身並無像其他新市鎮般有稱為市中心的地帶。但隨著葵涌脫離荃灣區，區內亦多了屬於自己的公共設施，例如以「葵青」為名的葵青劇院。而港鐵葵芳站一帶，連同附近葵盛游泳池、葵涌運動場、南葵涌賽馬會診所，當中包括兩個人流量極高購物中心：新都會廣場和葵涌廣場，亦儼如成為了葵涌市中心。

## 私人屋苑
- 新葵芳花園
- 新葵興花園
- 葵星中心
- 寶星中心
- 荔灣花園
- 葵涌廣場
- 月海灣
- 浩景臺
- 豐寓
- 葵芳閣
- 葵芳匯
- 濠勝閣
- 德大閣
- 豪華閣
- 雍雅軒
- 芊紅居
- 嘉翠園
- 和記新邨
- 運芳洋樓
- 協德大廈
- 葵涌中心
- 怡勝花園
- 恆景花園
- 葵涌花園
- 名德大樓
- 悅龍大廈
- 葵英大廈
- 葵豐大廈
- 保基大樓
- 葵景大廈
- 葵福大廈
- 瑞景大廈
- 葵祥大廈
- 仁雅大廈
- 葵富大廈
- 成城大廈
- 誼發大廈
- 昌發大廈
- 利和大廈
- 名堂大樓
- 名賢大樓
- 昌偉大廈
- 葵寶大廈
- 葵涌大廈
- 德昌大廈
- 葵龍大廈
- 寬德大廈
- 銀行大廈
- 昌鴻大廈
- 葵都大廈
- 昌宏大廈
- 美涌大廈
- 葵和大廈
- 嘉寶大廈
- 葵麗大廈
- 錦華大廈

## 區內辦公室
- 九龍貿易中心
- 新都會廣場
- 永得利廣場
- KC100
- 都會坊
- 百匯中心
- 匯城集團大廈
- 亞洲貿易中心

## 酒店
以荃灣命名，但在葵涌的酒店：
- 悦品酒店‧荃灣
- 旭逸酒店‧荃灣
- 旭逸雅捷酒店‧荃灣
- 荃灣帝盛酒店
- 荃灣絲麗酒店

## 區內工廠
1970年代香港工業發達，工廠區內設紗廠及其他工業提供大量工作機會。隨著中國大陸實行改革開放政策，大量廠商將廠房北移至中國大陸，各類創意文化產業紛紛進駐空置的工廈單位，例如創意媒體集團毛記葵涌的工作室設於同珍工業大廈。
- 葵涌屈臣氏中心
- 樂聲工業中心
- 業成工業中心
- 華達工業中心
- 裕林工業中心
- 華豐工業中心
- 和豐工業中心
- 宏達工業中心
- 金星工業大廈
- 安達工業大廈
- 美順工業大廈
- 偵昌工業大廈
- 陶比工業大廈
- 金運工業大廈
- 金魚工業大廈
- 百新工業大廈
- 華基工業大廈
- 同珍工業大廈

## 公共房屋
葵涌建有多個公共房屋，大多由1964年至1990年代中發展，部份在1991年至2008年重建。其中葵涌邨是荃灣新市鎮及葵青區最大公共屋邨。
- 石籬邨
- 石蔭邨
- 安蔭邨
- 石蔭東邨
- 大窩口邨
- 葵涌邨
- 葵興邨
- 葵芳邨
- 葵翠邨
- 葵盛東邨
- 葵盛西邨
- 高盛臺
- 荔景邨
- 麗瑤邨
- 祖堯邨
- 華荔邨
- 葵聯邨
- 葵康苑
- 葵俊苑
- 怡峰苑
- 寧峰苑
- 賢麗苑
- 葵賢苑

## 區內名校
- 中華基督教會全完中學
- 聖公會林護紀念中學
- 中華傳道會安柱中學
- 佛教善德英文中學
- 保祿六世書院
- 天主教母佑會蕭明中學
- 順德聯誼總會李兆基中學
- 東華三院陳兆民中學

## 區內中學
- 裘錦秋中學（葵涌）
- 中華基督教會全完中學
- 天主教慈幼會伍少梅中學
- 東華三院陳兆民中學
- 棉紡會中學
- 東華三院伍若瑜夫人紀念中學
- 循道衞理聯合教會李惠利中學
- 荔景天主教中學
- 佛教善德英文中學
- 順德聯誼總會李兆基中學
- 樂善堂顧超文中學
- 香港道教聯合會圓玄學院第一中學
- 葵涌循道中學
- 迦密愛禮信中學
- 香港四邑商工總會陳南昌紀念中學
- 中華傳道會李賢堯紀念中學
- 葵涌蘇浙公學
- 獅子會中學
- 石籬天主教中學

## 醫療
- 瑪嘉烈醫院-葵青區大型公立醫院，並設有急症室。
- 葵涌醫院-精神科專科醫院
- 下葵涌普通科門診診所
- 南葵涌賽馬會普通科門診診所
- 伍若瑜夫人普通科門診診所
- 北葵涌普通科門診診所

## 區內圖書館
- 北葵涌公共圖書館
- 南葵涌公共圖書館

## 區內運動設施
- 葵涌運動場
- 和宜合道運動場
- 北葵涌賽馬會游泳池
- 北葵涌鄧肇堅體育館
- 林士德體育館
- 大窩口體育館
- 荔景體育館
- 葵盛游泳池

## 資料資料

### 引用
1. ↑  . 香港規劃署. （原始内容存档于2021-06-13）.
2. ↑  蔡兆浚. . www.hkchronicles.org.hk （中文（繁體））.
3. ↑   (PDF). 香港歷史博物館 參考資料室. 2013年. （原始内容存档 (PDF)于2021）.
4. ↑  Cheung Kwan Ho.  (PDF). 2020  [2021-09-11]. （原始内容存档 (PDF)于2021-09-13）.
5. ↑  . 《明報》. 2016-04-24  [2016-04-24]. （原始内容存档于2016年4月27日）.
6. ↑  .   [2017-12-03]. （原始内容存档于2017-01-28）.
7. ↑  .   [2017-12-03]. （原始内容存档于2016-09-21）.
8. ↑  .   [2017-12-03]. （原始内容存档于2016-10-05）.
9. ↑  .   [2017-12-03]. （原始内容存档于2017-01-09）.
10. ↑  .   [2017-12-03]. （原始内容存档于2016-12-04）.
11. ↑  .   [2017-12-03]. （原始内容存档于2016-10-29）.
12. ↑  .   [2017-12-03]. （原始内容存档于2016-09-21）.
13. ↑  .   [2017-12-03]. （原始内容存档于2016-09-21）.
14. ↑  .   [2017-12-03]. （原始内容存档于2016-10-26）.
15. ↑  深水埗福榮街　＞　荃灣福來邨 的存檔，存档日期2017-01-12.
16. ↑  .   [2017-12-03]. （原始内容存档于2017-01-12）.
17. ↑  .   [2017-12-03]. （原始内容存档于2016-09-03）.
18. ↑  .   [2017-12-03]. （原始内容存档于2017-01-10）.
19. ↑  .   [2017-12-03]. （原始内容存档于2016-09-21）.
20. ↑  .   [2017-12-03]. （原始内容存档于2016-09-20）.

## 外部連結
维基共享资源上的相關多媒體資源：葵涌
- 航拍葵涌紀錄